# Dizzy, Miss Lizzy
"Dizzy, Miss Lizzy" é uma canção composta por Larry Williams. Embora identificado como um "clássico genuíno do rock & roll", teve sucesso limitado nas paradas de discos.

## Gravação
No final de 1957, Williams marcou com um de seus maiores sucessos, "Bony Moronie". Em 19 de fevereiro de 1958, ele entrou no estúdio Radio Recorders em Hollywood, Califórnia, para gravar um possível acompanhamento. Ele foi novamente apoiado por alguns músicos conhecidos, incluindo Rene Hall, que é creditado como líder da banda e por fornecer o distinto riff de guitarra. No entanto, é o vocal de Williams que destaca a música, de acordo com o jornalista musical Gene Sculatti, "à vontade com sua própria intensidade [finalmente] fora da sombra de Richard" (Little Richard e Williams assinaram contrato com a Specialty Records).

## Versão dos Beatles
Sete anos depois da gravação original, foi gravada pela banda britânica The Beatles e lançada no álbum Help!, de 1965.

### Créditos
- John Lennon – vocal principal, guitarra rítmica
- Paul McCartney – baixo elétrico, piano elétrico
- George Harrison – vocal de apoio, guitarra solo
- Ringo Starr – bateria, caneca

Créditos por Ian MacDonald